# Michael II. (Byzanz)

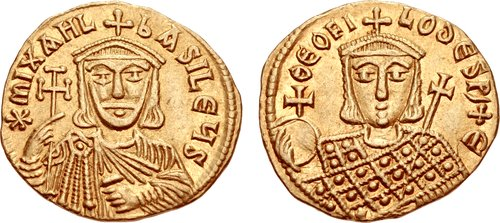
Solidus von Michael II. und Theophilos.

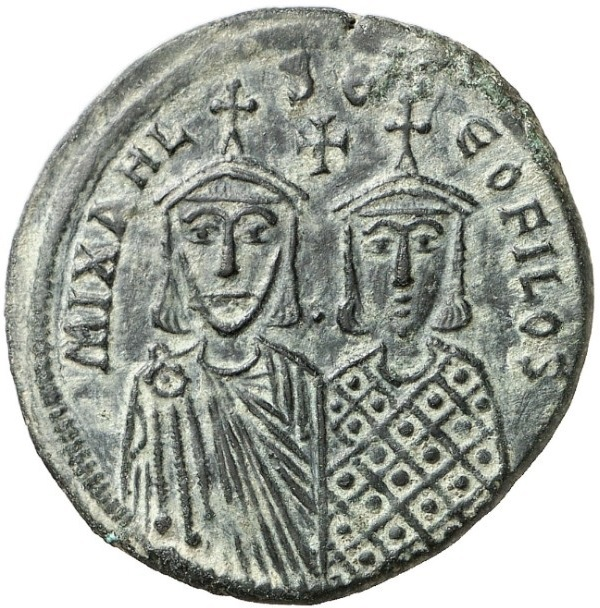
Follis mit Kaiser Michael II. links und seinem Sohn Theophilos rechts. Inschrift: mIXAHL S Θ-EOFILOS

Michael II. (griechisch Μιχαήλ Βʹ, genannt „der Stotterer“ (ὁ Ψηλλός ho Psēllos bzw. ὁ Τραυλός ho Traulos) oder „der Amorier“ (ὁ Ἀμοριεῦς ho Amorieus), * 770 in Amorion in Phrygien; † 2. Oktober 829 in Konstantinopel) war byzantinischer Kaiser von 820 bis 829 und begründete die amorische Dynastie.
Michael begann seine Karriere als einfacher Soldat und stieg aufgrund seiner Fähigkeiten bis zum Strategos der byzantinischen Militärprovinz (Thema) Armeniakon und zum Comes Excubitorum (Kommandant der Palasttruppen) auf. 803 war er an der Usurpation des Bardanes Turkos, dessen Tochter Thekla er heiratete, gegen Kaiser Nikephoros I. beteiligt. Er unterstützte 813 auch die Inthronisierung des mit ihm bekannten Leo V., wurde dann aber, als eine Verschwörung gegen Kaiser Leo V. entdeckt wurde, im Dezember 820 zum Tode verurteilt. Seinen Anhängern gelang es jedoch, Kaiser Leo V. zu ermorden, Michael aus dem Gefängnis zu holen und als erstes Mitglied der Amorischen Dynastie oder auch Phrygischen Dynastie (nach der Herkunftsregion Michaels II.) auf den Thron zu setzen. Der rechtmäßige Thronfolger Konstantin wurde nach Proti verbannt, entmannt und ins Kloster gesteckt.
Die Ermordung Kaisers Leo V. und die Usurpation Michaels II. löste einen weiteren Usurpationsversuch aus: Michaels ehemaliger Waffengefährte, der General Thomas auch bekannt unter dem Namen Thomas der Slawe, beanspruchte den Thron für sich und löste damit einen schweren Bürgerkrieg aus der von 820 bis 823 dauerte. Nachdem Thomas, dessen Machtbasis im Osten des Reichs lag, einige kaisertreue Generäle besiegt und sich mit den Arabern unter Kalif al-Ma'mūn verständigt hatte, gewann er rasch Anhänger, zumal er als Beschützer der Armen auftrat und sich wie Leo V. im Osten des Reichs auf Rückhalt im erstarkenden Paulikianertum stützen konnte. Konstantinopel selbst wurde von dem Usurpator über ein Jahr belagert und schien zeitweilig kurz vor dem Fall zu stehen. Erst das Bündnis mit Khan Omurtag brachte eine Wende. Thomas musste die Belagerung aufgeben und wurde schließlich gefangen genommen und hingerichtet. Der Bürgerkrieg schwächte das Reich und begünstigte die weitere Islamische Expansion:

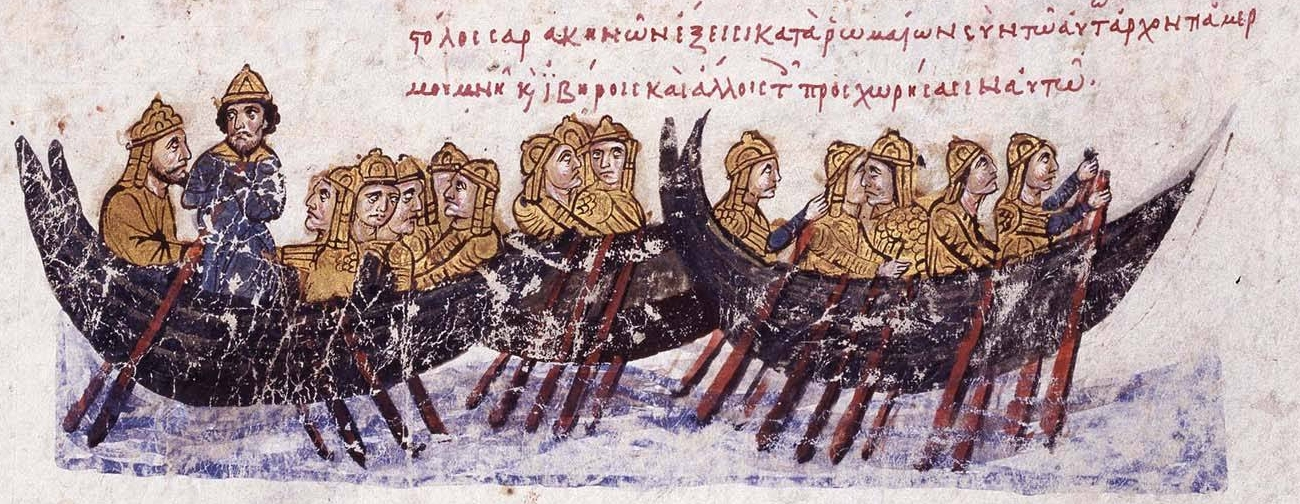
Die Sarazenenflotte segelt nach Kreta. Miniatur aus dem Madrid-Skylitzes-Manuskript.

823/4 eroberten spanische Araber, die in Opposition zu den umayyadischen Emirat al-Andalus standen, Kreta und begründeten das 135 Jahre dauernde Emirat von Kreta. Unter Michael II. begannen auch die Angriffe auf Sizilien 827 im Zusammenhang mit der Usurpation des Euphemios.
Trotz seiner ikonoklastischen Sympathien bemühte er sich, die Bilderverehrer zu beschwichtigen, zog sich jedoch den Zorn der Mönche zu, als er eine zweite Heirat mit Euphrosyne einging, der Tochter Konstantins VI.